# Liste der Monuments historiques in Marie (Alpes-Maritimes)
Die Liste der Monuments historiques in Marie (Alpes-Maritimes) führt die Monuments historiques in der französischen Gemeinde Marie auf.

## Liste der Objekte
| Bezeichnung          | Beschreibung  | Standort                     | Kennzeichnung | Schutzstatus | Datum | Bild |
| -------------------- | ------------- | ---------------------------- | ------------- | ------------ | ----- | ---- |
| Altar und Tabernakel | Holz, um 1800 | in der Kirche St-Pons (Lage) | PM06000388    | Classé       | 1979  |      |